# التمرد الفارسي (الخلافة الراشدة)
التمرد الفارسي 37هـ هو تمرد حدث في بلاد فارس و تحديداً في نيسابور ومرو وفارس (جنوب ايران) و بعض المدن الأخرى في عهد الخليفة الثالث عثمان بن عفان، حيث وقعت فتنة مقتل عثمان وانتهز الفرس اصحاب الديانة الزرادشتية الفرصة وقاموا بطرد بعض الولاة وأخذ الخراج لهم، لكن حين تقلد علي بن أبي طالب الخلافة وَجَهَ لهم قاداته لإعادة السيطرة على اراضي المسلمين.

## الخلفية
بعد ان عاد علي من صفين ،وجه جعدة بن هبيرة الى خراسان فأنتهى الى أبرشهر و نيسابور فامتنعوا و كفروا فرجع جعدة بن هبيرة الى علي وأخبره بما حدث.

## حصار نيسابور
كان رد علي هو بعث خليد بن قرة اليربوعي فحاصر أهلها حتى صالحوه وصالحه أهل مرو. بعث علي خليد إلى خراسان، فسار خليد حتى إذا دنا من نيسابور بلغه أن أهل خراسان قد كفروا ونزعوا يدهم من الطاعة، وقدم عليهم عمال كسرى من كابل، فقاتل أهل نيسابور فهزمهم وحصر أهلها، وبعث إلى علي بالفتح والسبي. وقال أبو حنيفة الدينوري: ««لما دنى خليد بن قرة اليربوعي التميمي من خراسان بلغه أن أهل نيسابور خلعوا يدا من طاعه، وقدم عليهم بنت لكسرى من كابل، فمالوا معها، فقاتلهم خليد وهزمهم، وأخذ ابنة كسرى بأمان، وبعث بها إلى علي»». وقال ابن الأثير الجزري: ««خُلَيْدُ بْنُ قُرَّةَ الْيَرْبُوعِيُّ كان عَلَى خُرَاسَانَ في عهد علي بن أبي طالب»».

## خبر فارس
تذكر المصادر أن علي بن أبي طالب ولى على فارس سهل بن حنيف، رضي الله عنه، وقد استمر واليًا على فارس فترة من الوقت، ثم إن أهل فارس عصوا وأخرجوا سهل بن حنيف سنة 37 هـ تقريبًا، فاتصل على رضي الله عنه بابن عباس، وتباحث معه في شأن فارس،وهنا يبدو الارتباط واضحًا بين ولاية البصرة وإقليم فارس، وإحساس ابن عباس بمسئوليته عن ذلك الإقليم من خلال مباشرته لولاية البصرة، إذا اتفق ابن عباس مع عليٍّ على بعث أحد معاونيه إلى ذلك الإقليم لضبطه وترتيب أموره، وقد توجه زياد إلى فارس يصاحبه أربعة آلاف جندي، فدوخ تلك البلاد وقضى على الفتنة فيها وتمكن من ضبطها وكان ابن عباس على البصرة، فاتفق معه بعد استشارة مجموعة من الناس على أن يبعث ابن عباس مساعده زياد بن أبيه على فارس و يذكر الطبري: «لما قدم زياد فارس بعث إلى رؤسائها فوعد من نصره ومناه، وخوف قومًا وتوعدهم وضرب بعضهم ببعض، ودل بعضهم على عورة بعض، وهربت طائفة، وأقامت طائفة، فقتل بعضهم بعضًا، وصفت له فارس فلم يلق فيها حميًا ولا حربًا، وفعل مثل ذلك بكرمان», ثم رجع إلى فارس فسار في كورها ومناهم فسكن الناس إلى ذلك فاستقامت له البلاد, وقد قام زياد بن أبيه بتنظيم أمور فارس، وبنى فيها بعض الحصون، وقام بترتيب شئون الخراج فيها، كما ضبط العديد من البلدان التابعة لولايته حتى أمنت البلاد واستقامت , وقد استمر زياد واليًا على فارس بقية خلافة علي بن أبي طالب رضي الله عنه، وكان زياد أشهر ولاة علىًّ على فارس نظرًا لسياسته وتمكنه من ضبطها.